# Sławomir Kowalewski (ur. 1946)

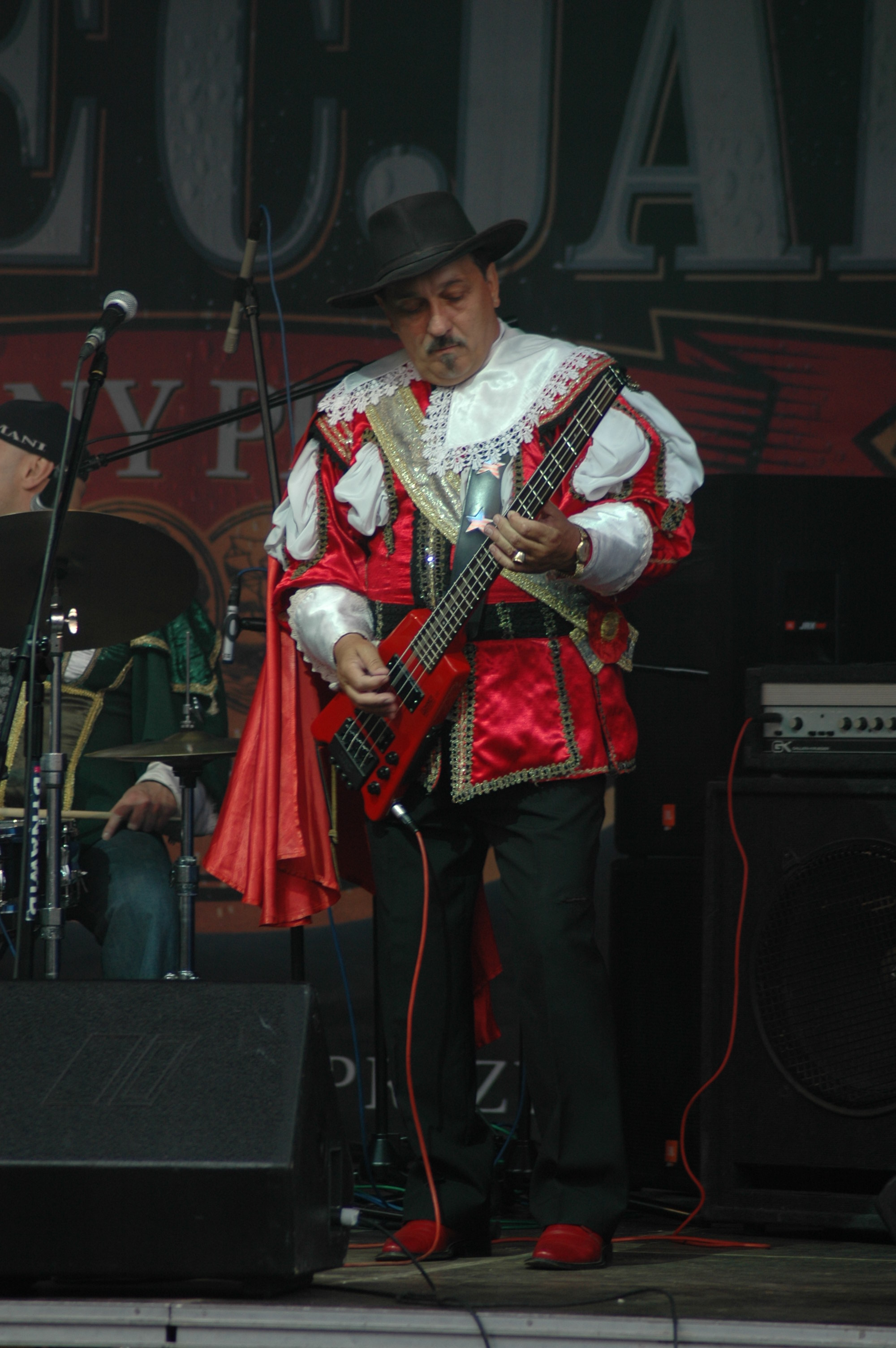
Sławomir Kowalewski podczas jednego z koncertów Trubadurów

Sławomir Wiesław Kowalewski (ur. 25 lutego 1946 w Łodzi) – polski piosenkarz, gitarzysta i kompozytor. Wraz z Krzysztofem Krawczykiem, Marianem Lichtmanem, Jerzym Krzemińskim i Bogdanem Borkowskim stworzył w 1963 Trubadurów, w których występuje.

## Życiorys
W 1963 wraz z Krzysztofem Krawczykiem, Marianem Lichtmanem, Jerzym Krzemińskim i Bogdanem Borkowskim założył Trubadurów, do których 1965 na krótko dołączyła Sława Mikołajczyk. W 1967 dołączył do grupy Ryszard Poznakowski, a w 1969 Halina Żytkowiak, która niedługo potem odeszła. Obok Czerwonych Gitar był to najbardziej popularny polski zespół bigbitowy łączący elementy rocka z polską muzyką ludową. Z Trubadurami wylansował wiele znanych przebojów, m.in. „Kasia”, „Znamy się tylko z widzenia”, „Krajobrazy”, „Byłaś tu”, „Kim jesteś”, „Ej, Sobótka, Sobótka”, „Cóż wiemy o miłości” (muzyka Bogusław Klimczuk, słowa Andrzej Kudelski) i „Przyjedź mamo na przysięgę”. W 1967 po ostatecznym odejściu Jerzego Krzemińskiego i Bogdana Borkowskiego do zespołu No To Co Krawczyk wraz ze Sławą Mikołajczyk i Marianem Lichtmanem na chwilę odeszli do eksperymentalnego zespołu Izomorf 67. Jednak po kilku miesiącach Krawczyk z Lichtmanem wrócili do Trubadurów, ale już bez Sławy Mikołajczyk. 
Po odejściu z zespołu w 1973 Krzysztofa Krawczyka wraz z Marianem Lichtmanem pod starym szyldem montował nowe składy zespołu z dobrymi muzykami, niezłymi piosenkami, ale nie dały już one popularności. Niektóre z tych kompozycji wypełniły kolejny album Trubadurzy znowu razem, gdzie wspólnie wystąpili wraz z Krawczykiem i Żytkowiak.
W latach 80. Trubadurów próbował „reanimować” razem z Poznakowskim. Poza wylansowaniem utworu „Czyngis Chan” nie udało się jednak reaktywować grupy. Doprowadziło to do tego, że wyjechał w 1989 do New Jersey w USA, gdzie przebywał do 1993. Jeszcze przed wyjazdem nagrał piosenkę „Nie pojadę do Hiszpanii” stworzoną specjalnie na Mistrzostwa Świata w Piłce Nożnej w 1982 w Hiszpanii.
W 1993 po powrocie do Polski znów zaczął występować w odrodzonym składzie zespołu, który powrócił z nowymi wykonaniami przebojów z lat 60. i 70. wydanymi na płycie Złote przeboje. Ten powrót udał się w składzie z Poznakowskim, Kowalewskim, Lichtmanem i Piotrem Kuźniakiem, który udanie zastąpił Krawczyka.
W 1997 ukazał się krążek Trubadurzy śpiewają piosenki Sławomira Kowalewskiego, na której wykonał także kilka piosenek solowych, m.in. „Muzyka nocą”, do której powstał również teledysk nagrany w centrum Nowego Jorku.
W 1998 nagrał wraz z zespołem płytę Zagrajmy rock and rolla jeszcze raz. Latem tego roku ukazała się jeszcze jedna płyta zespołu Znamy się tylko z widzenia – Złote przeboje, która zyskała status Złotej Płyty.
W 2008 wraz z zespołem nagrał piosenkę „Nic nie wychodzi”, do której powstał również teledysk promujący stronę internetową zespołu.
W grudniu 2008 razem z Marianem Lichtmanem stworzył płytę Imieniny z premierowymi piosenkami. Wraz z nimi dwa utwory zaśpiewała Krystyna Giżowska. W tym roku nagrał też piosenki pt. „Show must go on” i „To będzie dobry mecz” dedykowane polskiej reprezentacji w piłce nożnej oraz nową wersję przeboju Trubadurów „Wiera, Wiera”.
W styczniu 2010 wraz z Trubadurami stworzył piosenkę W zimowy wieczór, do której powstał także teledysk. W tym roku nagrali jeszcze wraz z Krzysztofem Krawczykiem i Krzysztofem Jerzym Krawczykiem utwór „Marynarze szos”, do którego nagrano również teledysk.
W 2010 wraz z zespołem nagrał utwór „Bez Ciebie tak mi źle” wraz z teledyskiem.
Przed Mistrzostwami Europy w Piłce Nożnej w Polsce i na Ukrainie nagrał z Mirosławem Niewiadomskim i Adamem Malickim piosenkę pt. „Europo graj”, do której napisał tekst i muzykę.
W 2014 ukazała się wykonana przez niego piosenka „Słodkie Lata 60-te” wraz z teledyskiem.

## Działalność polityczna
W 2005 wstąpił do Samoobrony RP. W wyborach do senatu w tym samym roku bez powodzenia kandydował z ramienia tej partii w okręgu łódzkim (uzyskał siódme miejsce spośród piętnastu kandydatów), a w wyborach samorządowych w 2006 ubiegał się z jej listy o mandat w łódzkiej radzie miasta. W tym samym roku z rekomendacji Samoobrony RP objął funkcję wiceprzewodniczącego rady programowej Polskiego Radia. Niedługo potem opuścił ugrupowanie.
W wyborach prezydenckich, również w 2005 wraz z Marianem Lichtmanem, Piorem Kuźniakem i Jackiem Malanowskim zaangażował się w kampanię wyborczą Andrzeja Leppera (Trubadurzy napisali dedykowany mu hymn wyborczy „Polskę trzeba zLepperować”), co spowodowało, że z zespołu odszedł Ryszard Poznakowski.

## Życie prywatne
Ojciec muzyka, Stanisław Kowalewski, był przedwojennym bokserem trenującym w fabrycznym klubie sportowym włókienniczej fabryki I.K. Poznańskiego IKP Łódź. W czasie okupacji niemieckiej więzień Radogoszcza w Łodzi i stąd wywieziony na roboty przymusowe. Po II wojnie światowej trener bokserski.
Żonaty z Anną, z którą ma córki: Kamę i Maję.

## Odznaczenia
- Złoty Krzyż Zasługi (2004)[12]
- Złoty Medal „Zasłużony Kulturze Gloria Artis” (2020)[13]
- Srebrny Medal „Zasłużony Kulturze Gloria Artis” (2016)[13][14]
- Brązowy Medal „Zasłużony Kulturze Gloria Artis” (2011)[13][15]
- Odznaka „Za Zasługi dla Miasta Łodzi” (2015)[16]
- Medal z okazji 600-lecia Łodzi (2023)[17]